# Petalidium gossweileri
Petalidium gossweileri är en akantusväxtart som beskrevs av Spencer Le Marchant Moore. Petalidium gossweileri ingår i släktet Petalidium och familjen akantusväxter. Inga underarter finns listade i Catalogue of Life.